# Лисица, Валентина Евгеньевна
Валентина Евгеньевна Лисица (англ. Valentina Lisitsa; укр. Валентина Євгенівна Лисиця; род. 25 марта 1970, Киев, Украинская ССР, СССР) — американская и российская классическая пианистка украинского происхождения. Ведёт YouTube-канал, имеющий в общей сложности более 300 млн просмотров.

## Биография
Валентина Лисица родилась 25 марта 1970 года в Киеве. Мать Валентина Сергеевна Лисица — закройщица, отец Евгений Александрович Лисица — инженер, выходцы из Одессы. Начала играть на фортепиано в три года, и уже через год исполнила свой первый сольный концерт. Несмотря на её раннюю склонность к музыке, её детской мечтой было стать профессиональной шахматисткой.
В детстве Лисица посещала Киевскую среднюю специализированную музыкальную школу имени Лысенко, позже вместе со своим будущим мужем, Алексеем Кузнецовым, обучалась у Людмилы Цвирко в Киевской консерватории.
В 1991 году Лисица и Кузнецов выиграли первый приз престижного международного конкурса фортепианных дуэтов «Dranoff International Two Piano Competition», что позволило им переехать в США, чтобы продолжить свои карьеры концертных пианистов и в 1995 году дебютировать на нью-йоркском фестивале Mostly Mozart Festival в Линкольн-центре под руководством дирижёра Джерарда Шварца.
Со временем карьера Лисицы застопорилась. Она считала себя «ещё одной светловолосой русской пианисткой» и после смерти своего менеджера почти оставила музыкальную деятельность. В 2007 году она загрузила свой первый ролик на YouTube, где она играет этюд Рахманинова, а после загрузки в сеть этюдов Шопена, DVD с которыми был выпущен в 2004 году, его продажи в крупнейшем интернет-магазине Amazon резко взлетели. В 2012 году Лисица подписала контракт со звукозаписывающей компанией Decca, одной из старейших в индустрии.

### Концертная деятельность
После успеха в сети Лисица занялась активной концертной деятельностью. Так, в концертном сезоне 2008—2009 Лисица дала более восьмидесяти концертов с такими именитыми составами, как Симфонический оркестр штата Сан-Паулу, Новозеландский симфонический оркестр, Варшавский филармонический оркестр, Пражский камерный оркестр, а также исполнила несколько камерных дуэтов, среди которых выступления с американским виолончелистом Линном Харреллом, американским скрипачом Джимми Лином, американским альтистом Роберто Диасом, британской скрипачкой Идой Гендель. Самым важным сотрудничеством, по словам самой пианистки, был дуэт с американской скрипачкой Хилари Хан.
В 2010 году Лисица играла с Роттердамским филармоническим оркестром, в 2011 году выступала с Бразильским симфоническим оркестром. О популярности Лисицы у публики говорят выступления в таких залах, как Карнеги-холл и Эвери Фишер Холл (Нью-Йорк, США), «Консертгебау» (Амстердам, Нидерланды) и Большой концертный зал Венского музыкального общества («Музикферайн»). Концертный репертуар пианистки насчитывает огромное количество произведений, в том числе Бетховена, Рахманинова, Шостаковича, Грига, Листа и многих других.

## Дискография

### Альбомы
- 1996 — Valentina[14]
- 1996 — Virtuosa Valentina! vol. 1[14]
- 1997 — Virtuosa Valentina! vol. 2[14]
- 2003 — Ida Haendel in Recital — с Идой Гендель (скрипка)[15].
- 2010 — Piano Recital[16]
- 2011 — Charles Ives: Four Sonatas — с Хилари Хан (скрипка)[17].
- 2011 — Permit Me Voyage: Transcriptions for Trumpet — с Крейгом Моррисом[англ.] (труба)[18].
- 2012 — Live at the Royal Albert Hall[19]
- 2013 — Valentina Lisitsa plays Liszt[20]
- 2013 — Rachmaninov: Moments Musicaux[21]
- 2013 — Rachmaninov: The Piano Concertos; Rhapsody on a Theme of Paganini — с Лондонским симфоническим оркестром, дирижёр Майкл Френсис[англ.][22].
- 2014 — Chasing Pianos: The Piano Music of Michael Nyman[23]
- 2014 — Études: Chopin, Schumann[24]
- 2015 — Valentina Lisitsa Plays Philip Glass [25]
- 2015 — Sсriabin: Nuances[26]
- 2016 — Love Story: Piano Themes From Cinema’s Golden Age[27]
- 2019 — Tchaikovsky: The Complete Solo Piano Works[28]
- 2019 — Chopin Nocturnes[29]
- 2020 — Valentina Lisitsa plays J.S.Bach[30]
- 2020 — Frédéric Chopin 24 Etudes[31]
- 2020 — Beethoven 32 Sonatas
  - Vol. I (№ 1, № 2, № 3)[32]
  - Vol. 2 (№ 4, № 5, № 6, № 7)[33]
- 2020 — Mussorgsky. Pictures at an Exhibition[34]
- 2020 — 12 Most Beautiful Movements From Beethoven’s 32 Piano Sonatas[35]

### Видеоиздания
- F. Chopin, 24 Etudes for Piano op. 10, op. 25 (2004)
- Schubert-Liszt Schwanengesang (2005)
- Black & Pink (2006)
- Live at the Royal Albert Hall (2012)[36]

### Прочее
- 1997 — участие в записи концерта для фортепиано с оркестром Дмитрия Шостаковича (Екатеринбургский филармонический оркестр, дирижёр Сара Колдуэлл)[14].
- 2009 — участие в записи песни «Rape Escape» с альбома Desperate Living американской металкор-группы HORSE the Band.

## Политическая позиция
Лисица ведёт аккаунт в Twitter под ником «Недоукраинка»(англ. NedoUkraïnka), которое объясняет как отсылку к высказыванию Арсения Яценюка о «недолюдях», которыми, как она утверждает, он назвал русскоязычных жителей Юга и Востока Украины (в действительности фраза звучала так: «Они погибли, потому что стали на защиту мужчин и женщин, детей и пожилых людей, которые оказались перед угрозой уничтожения интервентами и оплаченными ими нелюдями»).
Писала в Twitter нецензурные высказывания и расистские оскорбления в адрес украинцев, поддерживающих действия властей, называла украинцев «укропитеками» и «собачьим дерьмом». Размещала в своей личной странице рядом с фотографией одесских учителей в национальных костюмах фото африканцев в ритуальном танце и соответствующем облачении. Утверждала, что занимается «разоблачением фейков, которые публикуют западные медиа» о войне в Донбассе.
В начале 2015 года заявила что поддерживает Евромайдан: «Если бы я была в Киеве, я бы была на Майдане.... Я очень поддерживала, и у меня сердце болело, когда я видела, что там делается» и не поддерживает войну в Донбассе: «Я ничего не хочу иметь общего с боевиками, или с сепаратистами, с обеих сторон». Однако через полгода посетила оккупированный Россией Донецк где дала концерт и поддержала российско-украинскую войну. Предположительно в 2021 году получила паспорт подконтрольной России ДНР.
В апреле 2015 года из-за «провокационных комментариев» Лисицы были отменены её концерты в Канаде, на которых она должна была выступать совместно с Симфоническим оркестром Торонто, который разорвал заключенный ранее с ней контракт .
В 2022 году поддержала вторжение России на Украину. После оккупации Мариуполя провела концерт, также выступала на других оккупированных Россией территориях Украины.
В мае и июне 2022 года из-за поддержки Лисицей войны были отменены её концерты в Будапеште и Стамбуле.
В настоящее время живёт в Москве.

## Личная жизнь
Валентина Лисица замужем за пианистом Алексеем Кузнецовым, её партнером во многих музыкальных дуэтах. У них есть сын Бенджамин. Они живут в загородном доме в Северной Каролине (США) с четырьмя концертными роялями и двумя котами. В свободное от музыки время Лисица любит готовить блюда итальянской кухни, ремонтировать свой особняк и работать в саду.

## Награды
- Орден Дружбы (2019,  ДНР)[49]